# 게이오 전철
게이오 전철 주식회사(일본어: 京王電鉄株式会社 게이오덴테쓰카부시키가이샤[*])는 일본 도쿄도 남서부에서 가나가와현 북부에 걸쳐 철도노선을 운영하고 있는 철도 회사이며, 교통, 유통 사업, 부동산 등의 영역에서 사업을 벌이고 있는 게이오 그룹의 주력 기업이다.
일본의 대형 사철 기업 중 하나이며, 도쿄 증권거래소 1부에 상장되어 있다. 비교적 사업 다각화에 소극적인 면을 보이는 편이다. 
'게이오'(京王)란 이름은, 도쿄(東京)와 하치오지(八王子)를 잇는 철도라는 의미에서 유래되었다. 1998년 6월 30일까지는, 구 게이오전기궤도(京王電気軌道 게이오 덴키키도[*])와 구 데이토 전철(帝都電鉄 데이토 덴테쓰[*])의 노선을 기반으로 발족한 경위에서 붙여진 게이오 데이토 전철(京王帝都電鉄 게이오테이토덴테쓰[*])라는 이름이었다.
발음이 비슷해서 JR 게이요 선과 가끔 혼동되는 경우가 있으나, 둘 사이에는 아무 관계가 없다.

## 역사
현재의 게이오 전철은, 태평양 전쟁 이전에 존재하였던 게이오 전기궤도(京王電気軌道, 게이오 선을 운영하던 회사)와 데이토 전철(帝都電鉄, 이노카시라 선을 운영하던 회사)가 전시체제하에서 병합되었다가, 이후 분리되어 이루어진 배경을 가지고 있어, 구 회사들의 역사를 별도로 기술하기로 한다.

### 게이오 전기궤도
게이오 전철의 역사는, 1905년(메이지 38년) 12월 12일에, 일본 전기철도 주식회사(日本電気鉄道株式会社) 전기철도의 부지 건설을 출원한 것에서부터 시작된다. 당시의 출원 노선은, 현재의 게이오 선과 노선의 경로가 전혀 달랐었다. 일본 전기철도는 1906년(메이지 39년) 8월 18일에, 무사시 전기철도 주식회사(武蔵電気鉄道株式会社)로 이름을 바꾸고, 이미 출원하였던 철도의 노선 계획을 변경하였다. 그리고 이 당시에 제출된 노선이 현재의 게이오 선의 노선 경로의 기본이 되었다.
그 후, 1910년(메이지 43년) 4월 12일, 회사명을 게이오 전기궤도 주식회사(京王電気軌道株式会社)로 변경하며, 9월 21일에 자본금 125만 엔으로 설립되었다. 그러나 아직 철도 노선이 갖추어지지 않았기 때문에, 당시에는 1911년 7월 5일 관청에서 허가가 난 전기공급사업만을 집행하였고, 조후·후추·다마(多磨) 지역에 전기를 공급하였다.
이윽고 1913년 (다이쇼 2년) 4월 15일, 최초의 노선인 사사즈카 역 - 조후역 구간(12.2 킬로미터)의 전차 영업과, 전차의 보조수단으로 신주쿠 역 - 사사즈카 역 구간 및 조후 역 - 고쿠분지(国分寺) 역 구간의 승합 자동차(버스) 영업을 개시하게 되었다. 신주쿠 부근까지 전철이 들어온 것은 1915년 5월 30일, 신주쿠 오이와케(新宿追分) 역(신주쿠 3초메 부근에 있는 교차로에 있었던 역, 현 게이오 신주쿠 3초메 빌딩의 위치)까지 전철이 연장되면서부터였다. 이후 계속해서 노선 확장을 계속하여, 1923년 5월 1일에는 신주쿠 역 - 후추 역 구간이 전선 복선화가 이루어졌다. 또한 전철 사업과 별도로, 다마가와라(多摩川原) 역(현 게이오 다마가와 역) 앞 지역에서 조원(造園) 사업 또한 행하였다.
한편, 후추 역 - 히가시하치오지(東八王子) 역(현 게이오 하치오지 역) 구간은, 1922년 (다이쇼 11년)에 설립되었던 게이오의 관련 회사 교쿠난 전기철도 주식회사(玉南電気鉄道株式会社)에 의해 1925년 3월 24일 영업을 개시하였다. 이 구간이 게이오 전기궤도에 의해 만들어지지 않았던 것은, 당시 게이오 전기궤도가 궤도법에 의거하여 보조금을 받을 수 없었기 때문에, 지방철도법에 의거하여 새 회사(교쿠난 전기철도)를 세운 것이 그 원인이었다. 그러나 결국 면허노선이 주오 본선에 가깝다는 이유로 보조금을 받지는 못하였다.
결국 1926년 12월 1일, 게이오 전기궤도는 교쿠난 전기철도를 합병하여, 자본금 1,290만엔의 회사가 되었다. 1927년 6월 1일에는 교쿠난 철도의 노선의 협궤 변경(1,067mm에서 1,372mm로)이 완료되어 전 노선에 걸쳐 직통 운행이 이루어지게 되었다. 그럼에도 불구하고 1928년 5월 22일 시간표 개정 이전까지는 신주쿠 역에서 히가시 하치오지 역까지 환승 없이 갈 수 없는 상황은 계속되었다.

#### 약력
- 1905년 (메이지 38년) 12월 12일 일본 전기철도 주식회사(日本電気鉄道株式会社)가 전기철도 부지 건설을 출원하다.
- 1906년 8월 18일 회사명을 일본 전기철도 주식회사에서 '무사시 전기철도 주식회사'(武蔵電気鉄道株式会社)로 변경하다.
- 1910년 4월 12일 회사명을 무사시 전기철도 주식회사에서 '게이오 전기궤도 주식회사'(京王電気軌道株式会社)로 변경하다.
- 1910년 9월 21일 자본금 125만엔으로 게이오 전기궤도 주식회사이 설립되다.
- 1913년 4월 15일 궤도법에 따라 게이오 전기궤도가 사사즈카(笹塚) 역 - 조후(調布) 역 구간을 개통하다. 궤간 1,372mm.
- 1914년 11월 19일 신마치(新町) 역(현재는 없음) - 사사즈카 역 구간을 개통하다.
- 1915년 5월 30일 신주쿠 오이와케(新宿追分) 역(현재는 없음) - 조후 역 구간이 전면 개통되다.
- 1916년 6월 1일 조후 역 - 다마가와라(多摩川原) 역(현재의 게이오 다마가와 역) 구간을 개통하다.
- 1916년 9월 1일 조후 역 - 도비다큐(飛田給) 역 구간을 개통하다.
- 1916년 10월 31일 도비다큐 역 - 후추 역 구간을 개통하다.
- 1922년 교쿠난 전기철도(玉南電気鉄道)가 설립되다.
- 1925년 3월 24일 지방철도법에 따라 교쿠난 전기철도가 후추 역 - 히가시하치오지(東八王子) 역 구간을 개통하다. 궤간 1,067mm.
- 1926년 12월 1일 게이오 전기궤도가 교쿠난 전기철도를 합병하다.
- 1927년 6월 1일 교쿠난 전기철도의 개통구간을 1,372mm 궤간으로 변경하여, 궤도법 적용에 맞추다.
- 1927년 12월 17일 시모센가와(下仙川) 역(현 센가와 역) - 조후 역 구간을 고슈 가도(甲州街道) 북쪽에서 현재의 남쪽으로 이설하다.
- 1928년 5월 22일 신주쿠 역 - 히가시하치오지 역 간 직통 운행을 개시하다.
- 1931년 3월 20일 고료 선(御陵線) (기타노(北野) 역 - 고료마에(御陵前) 역)이 개통되다.
- 1938년 6월 1일 고료선의 경쟁사 노선이었던 무사시 주오 전기철도(武蔵中央電気鉄道)를 매수하여, 하치오지 선(八王子線, 요코야마 샤료마에(横山車庫前) 역 - 다카오바시(高尾橋) 역 구간, 나중에 다카오 선(高尾線)으로 이름이 바뀜)으로 두다.
- 1939년 6월 30일 다카오 선을 폐지하다.
- 1944년 5월 31일 육상교통사업조정법(陸上交通事業調整法)에 따라, 도쿄 급행 전철(東京急行電鉄)과 통합되어, 이른바 '다이토큐'(大東急)의 일원이 되다.

### 데이토 전철(오다큐 산하 시절 포함)
한편, 이노카시라 선은 기누가와 수력전기의 계열인 데이토 전철 주식회사(帝都電鉄株式会社)가, '시부야 선'(渋谷線)이라는 이름으로 1933년 8월 1일에 개통한 노선으로, 당초에는 시부야역～이노카시라 공원 역 구간이 개통되었으며, 1934년 4월 1일에 들어 기치조지역까지의 구간이 전부 개통되게 되었다.
애초, 이 회사는 1928년 9월 24일에 설립되었던 도쿄 야마노테 급행전철(東京山手急行電鉄)을 그 모체로 하고 있었다. 1930년 11월 15일에 도쿄 교외철도 주식회사(東京郊外鉄道株式会社)로 회사 명칭을 변경, 1931년 2월 1일에는 1927년 7월에 설립되었던 시부야 급행전기철도 주식회사(渋谷急行電気鉄道株式会社)를 합병하며, 이 회사가 계획중이었던 시부야 선을 승계한 것이다.
1933년 1월 19일에 들어 '데이토 전철 주식회사'로 이름을 바꾸나, 이는 1932년 10월 1일에, 노선 상의 대부분의 마을들이 도쿄시에 병합이 된 것으로, 사명에 들어간 '교외'(郊外)라는 명칭이 어울리지 않았다는 이유에서였다.
이후 이 회사는 1935년에는 승합자동차 사업 또한 개시를 하였으나, 1940년 5월 1일 부로 같은 기누가와 수력전기 계열의 오다와라 급행 전철 주식회사(小田原急行鉄道株式会社)에 합병이 되어, 시부야 선은 '오다와라 급행철도 데이토 선'(小田原急行鉄道帝都線)으로 그 명칭이 바뀐다. 여기에 1941년 3월 1일에는 모회사였던 기누가와 수력전기가 오다와라 급행 전철을 합병하여, 오다큐 전철 주식회사(小田急電鉄株式会社)로 이름을 바꾸어, '오다큐 전철 데이토 선'이란 명칭으로 다시 바뀌게 된다.
그리고 1942년에 접어들어 5월 1일, 당시 발효된 육상교통사업조정법에 의거하여 오다큐 전철 주식회사는 게이힌 급행 전철과 함께 도쿄 요코하마 전철 주식회사에 합병을 당하여, 도쿄 급행 전철(東京急行電鉄), 곧 이른바 다이토큐(大東急)의 일원이 되게 된다. 이때 오다큐 철도 데이토 선의 명칭도 '도큐 이노카시라 선'(東急井の頭線)으로 바뀌게 된다.
한편, 다이토큐의 일원이 되기 전의 오다큐 전철은, 주축이었던 전력 부문을 국가가 관리한다는 정책에 의해 국가에 빼앗기고, 중화민국의 산둥반도 쪽 광업 진출의 부작용으로 경영이 악화되어, 앞날을 점칠 수 없었던 상황이었다. 여기에 경영자였던 도시미쓰 쓰루마쓰가 고령을 이유로 오다큐의 경영 일체를 도쿄 요코하마 철도의 고지마 게이타에게 양도하고 은퇴를 한 상황으로, 사실상 회사를 매각한 상태였다. 물론 이러한 배경에는 태평양전쟁 전후의 육상교통사업 조정법에 의한 전시 교통 통제가 있었으나, 게이오 전철과는 달리 오다큐 전철은 자주적으로 다이토큐로의 통합에 나선 경우로 볼 수 있다.

#### 약력
- 1927년 7월 28일 시부야 급행전기철도 주식회사(渋谷急行電気鉄道株式会社)가 설립되다.
- 1928년 9월 24일 도쿄 야마노테 급행 전철 주식회사(東京山手急行電鉄株式会社)가 자본금 3,400만엔으로 도시미쓰 쓰루마쓰(利光鶴松) 대표 체제로 설립되다.
- 1930년 11월 26일 도쿄 야마노테 급행 전철 주식회사가 도쿄 교외 철도 주식회사(東京郊外鉄道株式会社)로 이름을 바꾸다.
- 1931년 2월 1일 도쿄 교외 철도 주식회사가 시부야 급행 전기철도 주식회사를 합병하여, 자본금이 3,800만엔이 되다.
- 1931年 7월 도쿄 교외 철도 시부야 선(渋谷線, 시부야 역 - 기치조지 역 구간)의 공사를 착공하다.
- 1933년 1월 19일 도쿄 교회 철도 주식회사가 제도 전철 주식회사(帝都電鉄株式会社)로 이름을 바꾸다.
- 1933년 8월 1일 제도전철 시부야 선(帝都電鉄渋谷線)이란 이름으로 시부야 역 - 이노카시라코엔 역(井の頭公園駅) 구간이 개통되다.
- 1934년 4월 1일 이노카시라코엔 역 - 기치조지 역 구간이 개통되다.
- 1935년 4월 8일 도요코 승합(東横乗合)으로부터 승합자동차(버스) 노선을 물려받다. (오미야 하치만(大宮八幡) - 구가야마 역 - 무레(牟礼) - 무사시코가네이역 구간)
- 1940년 5월 1일 제도전철 주식회사가 같은 기누가와 수력전기(鬼怒川水力電気) 계열의 오다큐 급행철도(小田原急行鉄道)에 합병되다.
- 1941년 3월 1일 국가의 배전통제령(配電統制令)에 따라 주력 사업을 잃은 기누가와 수력전기가 오다큐 급행철도를 합병하여, 이름을 '오다큐 전철'(小田急電鉄)로 바꾸다.
- 1942년 5월 1일 게이힌 전기철도(京浜電気鉄道)와 함께 도쿄 요코하마 전철에 합병되어, 이른바 '다이토큐'(大東急)를 이루다.

### 다이토큐 시대
태평양 전쟁 중에는 게이오 선 및 이노카시라 선 모두 다이토큐의 노선이었다.
게이오 선은 도쿄 급행 전철의 게이오 영업국(京王営業局)이, 이노카시라 선은 시부야 영업국(渋谷営業局)이 각각 운행을 하였다. 전황이 악화되며, 게이오 선 및 이노카시라 선 또한 공습 등의 여러 피해를 입었다. 특히 이노카시라 선의 경우는 에이후쿠초 차고가 폭격을 받아 궤멸에 가까운 상태였으며, 이 당시 게이오 고료 선은 '불요불급선'(不要不急線)으로 판단되어 영업휴지(사실상의 폐선) 조치를 당하게 되었다.

#### 약력
- 1942년 5월 1일 오다큐 전철이 게이힌 전기철도와 함께 도쿄 요코하마 전철에 합병되어, 도쿄 급행 전철 주식회사(東京急行電鉄株式会社)가 세워진다. 오다큐 데이토 선은 도큐 이노카시라 선(東急井の頭線)이 되다.
- 1944년 5월 31일 게이오 전기궤도가 도쿄 급행 전철에 합병되다.
- 1945년 1월 21일 도큐 고료 선(기타노 - 다마 고료마에 역 구간)의 영업이 휴지되다.
- 1945년 5월 경 다이타 연락선 (다이타 (代田) 2초메(현 신다이타 역(新代田) - 도큐 오다와라 선(현 오다큐 오다와라 선) 세타가야 나카하라(世田ヶ谷中原, 당시 폭격으로 운행 중지 상태, 현재의 세타가야 다이타 역)구간이 사용개시되었다.
- 1945년 8월 15일 게이오 선의 모든 노선을 궤도법에 따른 '궤도'에서 지방철도법에 따른 '철도'로 변경을 신청함.
- 1945년 10월 1일 게이오 선의 모든 노선이 지방철도법을 따르는 철도가 됨.
- 1947년 12월 26일 도쿄 급행 전철의 주주총회가 실시되어, 도쿄 급행 전철에서 게이오 데이토 전철 주식회사, 오다큐 전철 주식회사, 게이힌 급행 전철 주식회사 및 도큐백화점의 분리가 결정되다.

### 게이오 데이토 전철
태평양 전쟁 패전 후, 게이오 선과 이노카시라 선은, 다이토큐에서 분리된 신생 사철 기업인 게이오 데이토 전철 주식회사(京王帝都電鉄株式会社)에서 영업이 이루어지게 되었다.
연혁이 다른 두 회사가 같은 회사의 노선이 된 것에는, 게이오 선이 당시 노면 전차 시설 위주로 취약했다는 사실과, 전쟁 전 게이오 전기 궤도의 또다른 주력 사업이었던 배선 사업을 잃게 된 것에, 산하에 있었던 몇 개의 버스 회사 및 게이오카쿠(京王閣) 등의 관광 사업 쪽의 계열사가 분리되어버린 등 게이오 선만으로는 전쟁 전의 게이오 전기 궤도보다 경영기반이 악화되어 독립이 위태로웠기 때문이다.
실제로 당시 이노카시라 선을 게이오 전철에 포함시키도록 추진했던 사람은 당시의 도큐 게이오 지사의 사장이었던 이노우에 사다오(井上定雄, 후의 게이오 데이토 전철 사장)이었으며, 고지마 게이타 또한 이 안에 호의적이었다고 한다. 게이오 선과 이노카시라 선은 노선의 관할 영역이 일부 중복되어, 둘을 합칠 경우 경영기반을 탄탄히 쌓는 데 도움이 될 것으로 봤던 것이다. 이노우에는 데이토 전철 출신이기도 하여, 자신이 내놓은 안이라면 친정인 이노카시라 선 쪽의 사람들 또한 충분히 설득이 가능할 것이라 자신을 가졌다고 한다. 여기에 도쿄 요코하마 전철이 전쟁 전 경영하였던 게이오 선 북쪽의 승합 버스 노선 또한 게이오 데이토 전철 소속으로 정해졌다. 초대 사장으로는 도쿄 요코하마 전철 출신의 미미야 시로(三宮四郎)가 취임하였다.
새로 발족된 게이오 데이토 전철은 경영의 상황이 불안정하였으나 (1948년도의 수익이 현재 대규모 사철 회사로 불리는 회사들 가운데 가장 낮았다.) 1955년 다카오 자동차 주식회사의 매수를 시작으로, 버스 사업에 본격적으로 힘을 넣기 시작한 것과 동시에, 1956년에는 식물원인 게이오 햣카엔(京王百花苑)을 다마가와 역에 개원, 1959년 게이오 식품 주식회사(京王食品株式会社, 현 게이오 스토어), 1961년 게이오 백화점의 설립 등 게이오 노선 지역의 부가가치를 높이는 사업을 개시하였다.
또한, 1960년대에는 신주쿠 지하역의 영업을 개시하여, 그전까지의 궤도선의 이미지에서 벗어나는 데 힘을 쏟았다. 여기에 게이오 경마장선, 게이오 동물원 선, 게이오 다카오 선, 게이오 사가미하라 선의 개통, 도쿄 도 교통국(도에이 지하철)의 도에이 신주쿠 선과의 상호 연결을 개시하는 등 발전을 거듭하였다. 또한, 이 당시 여러 노선을 건설하고자 하는 계획으로, 다치카와 선(立川線, 후지미가오카 역 - 니시코쿠분지역), 미타카 선(三鷹線, 후지미가오카 - 미타카역), 료고쿠 선(両国線, 신주쿠 역 - 가구라자카 역 - 이이다바시 역 - 구단시타 역 - 도쿄역 - 니혼바시 역 - 하마초 역 - 료고쿠역) 등의 3개 노선을 건설하려는 계획을 잡았으나, 결국 실현되지 못하였다.

#### 연혁
- 1948년 6월 1일: 1947년 12월에 있었던 도큐 주주총회의 결정에 따라, 게이오 선 및 이노카시라 선을 게이오 데이토 전철 주식회사가 영업 개시하다. (자본금 5000만엔, 종업원 1,944명)
- 1949년 9월 27일 신주쿠 역 - 조후 역 구간의 급행열차 운행을 개시하다. (게이오 사상 처음의 우등열차 운행 개시)
- 1953년 6월 24일 주식회사 게이오 데이토 관광협회(株式会社京王帝都観光協会, 현 게이오 관광)를 설립하다.
- 1955년 4월 29일 게이오 경마장선이 개통하다. (히가시후추 역 - 후추경마정문 앞역)
- 1955년 7월 9일 다카오 자동차 주식회사(高尾自動車株式会社, 현 니시토쿄 버스의 일부)를 매수하다.
- 1956년 2월 29일 오쿠타마 진흥 주식회사(奥多摩振興株式会社, 현 니시토쿄 버스의 일부)를 매수하다.
- 1956년 6월 16일 게이오 다마가와 역 앞에 게이오 햣카엔(京王百花苑)을 개원하다. (이후 게이오 햣카엔은 1993년에 폐쇄, 2002년에 게이오 플로랄 가든 Ange(京王フローラルガーデンAnge)로 영업을 재개하게 된다.)
- 1957년 3월 모구사엔(百草園)을 매수하다.
- 1959년 9월 1일 게이오 식품 주식회사(京王食品株式会社, 현 주식회사 게이오 스토어)를 설립하다.
- 1961년 3월 10일 주식회사 게이오 백화점을 설립하다.
- 1963년 4월 1일 신주쿠 역의 지하역이 운행을 개시하다. (당시에는 4개 노선. 이후 8량 편성 열차 운행 개시에 맞춰 3개 노선이 됨)
- 1963년 8월 4일 가선 전압을 600V에서 1,500V로 승압하다.
- 1963년 10월 1일 신주쿠 역 - 히가시하치오지(東八王子) 역 구간의 특급 열차의 운행을 개시하다.
- 1963년 10월 1일 니시토쿄 버스(西東京バス) 주식회사를 설립하다.
- 1963년 12월 11일 히가시하치오지 역을 신주쿠 쪽으로 120미터 이전하여, '게이오 하치오지'(京王八王子) 역으로 개칭하다.
- 1964년 1월 25일 이노카시라 선의 차량인 3000계가 1963년도 로레일 상(ローレル賞)을 수상하다.。
- 1964년 4월 21일 나카가와라 역 - 세이세키 사쿠라가오카 역의 다마가와 철교 구간을 복선화하다.
- 1964년 4월 29일 다마 동물원선 (현 동물원 선)이 개통하다.
- 1964년 7월 18일 게이오 선의 차량인 5000계가 1964년도 로레일 상을 수상(2년 연속)
- 1966년 3월 31일 간토 교통 주식회사와 간토 택시 주식회사를 매수하여, 택시 사업에 진출하다.
- 1967년 10월 1일 다카오 선(기타노 역 - 다카오산구치 역 구간)이 개통하다. 동시에 신주쿠 - 다카오 산구치 구간의 특급열차 운행이 개시되다.
- 1968년 5월 11일 간토 지방의 통근열차 중에는 최초로, 게이오 선에 냉방장치가 달린 열차가 운행을 개시하다.
- 1969년 2월 25일 이노카시라 선에 냉방열차가 운행을 시작하다.
- 1969년 4월 10일 게이오 플라자 호텔(京王プラザホテル)을 설립하다.
- 1971년 4월 1일 사가미하라 선의 게이오 다마가와 - 게이오 요미우리 랜드 역 구간이 개통하다.
- 1971년 12월 15일 이노카시라 선의 급행 열차 운행을 개시하다.
- 1972년 5월 29일 미타케 등산 철도를 산하로 두다.
- 1974년 6월 1일 전 역에 자동 열차표 발매기를 설치하다.
- 1974년 10월 18일 사가미하라 선의 게이오 요미우리랜드 역 - 게이오 다마센터 역 구간이 개통하다.
- 1977년 11월 등록된 차량 수가 500량을 돌파하다.
- 1978년 10월 31일 게이오 신선이 개통하다. 신주쿠 역 - 사사즈카 역 구간이 노선의 증가와 함께 복복선화되다.
- 1980년 3월 16일 게이오 선과 도에이 신주쿠 선의 상호 연결을 개시하다.
- 1984년 3월 21일 이노카시라 선의 전동차가 3000계 모델로 통일되어, 차량 냉방화 비율에 100%가 되다.
- 1988년 3월 14일 본사가 신주쿠 3초메에서 세이세키 사쿠라가오카로 이전하다.
- 1988년 5월 21일 사가미하라 선의 게이오 다마센터 역 - 오사와 역 구간이 개통하다.
- 1989년 11월 24일 현재 사용되고 있는 KEIO의 CI 심볼마크가 제정되어, 이후 차량 및 역 등에 이 마크가 부착되게 되다.
- 1990년 3월 20일 사가미하라 선의 미나미오사와 역 - 하시모토역 구간이 개통되어, 게이오 선의 전 선이 개통되게 되다.
- 1990년 4월 16일 하치오지 시 호리노우치(堀之内)에 있는 게이오 연수 센터 내에 게이오 자료관을 개설하다.
- 1992년 5월 28일 사가미하라 선에 특급 열차 운행을 개시하다. (2001년 3월 26일까지)
- 1992년 10월 1일 게이오 선의 차량인 8000계가 통상산업성(현 경제산업성)의 '굿 디자인 상품'(Good Design Award)으로 선정되다.
- 1992년 12월 26일 게이오 선의 차량 냉방화율이 100%가 되다.
- 1994년 4월 1일 전 역에 흡연소를 제외하고 금연화를 실시하다.
- 1994년 5월 게이오 선 노선에 약냉방차를 도입하다.
- 1996년 1월 9일 이노카시라 선 전용 모델인 1000계가 운행을 개시하다.
- 1996년 6월 이노카시라 선 전 선에 약냉방차가 도입되다.
- 1996년 12월 1일 게이오 5000계 열차가 퇴역하다.
- 1997년 6월 2일 공식 사이트를 개설하다. (당시 도메인 명은 게이오기주쿠 대학이 사용하던 keio.ac.jp 와 명칭이 같아, 도메인 속성이 다를 경우 같은 이름을 쓸 수 없는 도메인 명명 규칙에 의해 keio.co.jp 가 아니었다.)
- 1998년 7월 1일 회사 설립 50주년을 계기로, 사명을 게이오 데이토 전철에서 게이오 전철 주식회사(京王電鉄株式会社)로 개칭하다.

## 노선
게이오 전철은, 6개의 노선 84.7km의 철도 노선을 소유하고 있다. 크게 게이오 선 계열과 이노카시라 선의 두 그룹으로 나눌 수 있으며, 이 그룹은 원래 게이오 전철 이전에 존재했던 두개의 그룹의 노선에서부터 만들어진 것이다. 1975년 5월에 한신 전기철도가 북 오오사카 선, 고쿠도 선, 고시엔 선을 폐지할 때까지,당시의 게이오 제도 전철의 영업 거리였던 75.8km는, 대규모 사철 가운데 영업 거리가 가장 짧았다.
신호의 속도 제한은 감속이 게이오 선 계열은 시속 75킬로미터, 이노카시라 선이 시속 70킬로미터, 주의 시속 45킬로미터, 경계 시속 25킬로미터로 정해져 있으며, 자동열차정지장치(ATS)는 전방의 현재 표시가 윗단계로 변화하여도 지상자를 넘을 때까지는 일단 받은 ATS 제한 속도에 변화가 없는 방식이다.

### 현재 노선
- 게이오 선: 신주쿠역 - 게이오 하치오지 역 (37.9 km)
  - 게이오 신선: 사사즈카 역에서 신주쿠역을 거쳐 도에이 신쥬쿠 선에 직접 운행하는 별도의 노선(복복선)
- 게이오 사가미하라 선: 조후역 - 하시모토역 (22.6 km)
- 게이오 경마장선: 히가시후추 역 - 후추 경마장정문앞역 (0.9 km)
- 게이오 동물원선: 다카하타후도 역 - 다마 동물공원역 (2.0 km)
- 게이오 다카오 선: 기타노 역 - 다카오 산구치 역 (8.5 km)
- 게이오 이노카시라 선: 기치조지역 - 시부야역 (12.7 km)

## 차량
- 영업용 차량
  - 1000계 (2세대)
  - 7000계
  - 8000계
  - 9000계
  - 5000계 (2세대)
- 시험용 · 검측용 차량
  - 데와 600형
  - 치키 290형
  - 쿠야 900형

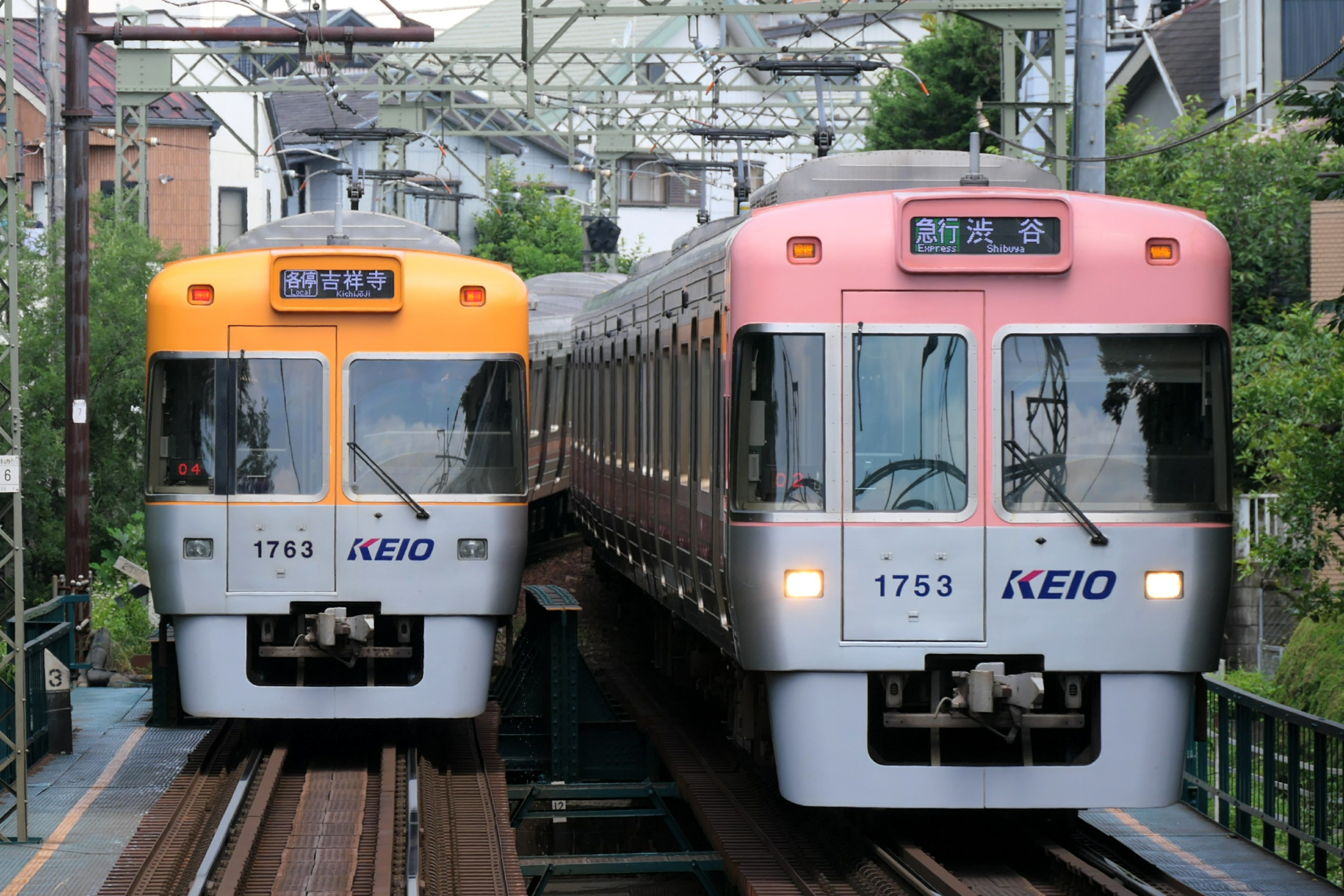
1000계 (2세대)
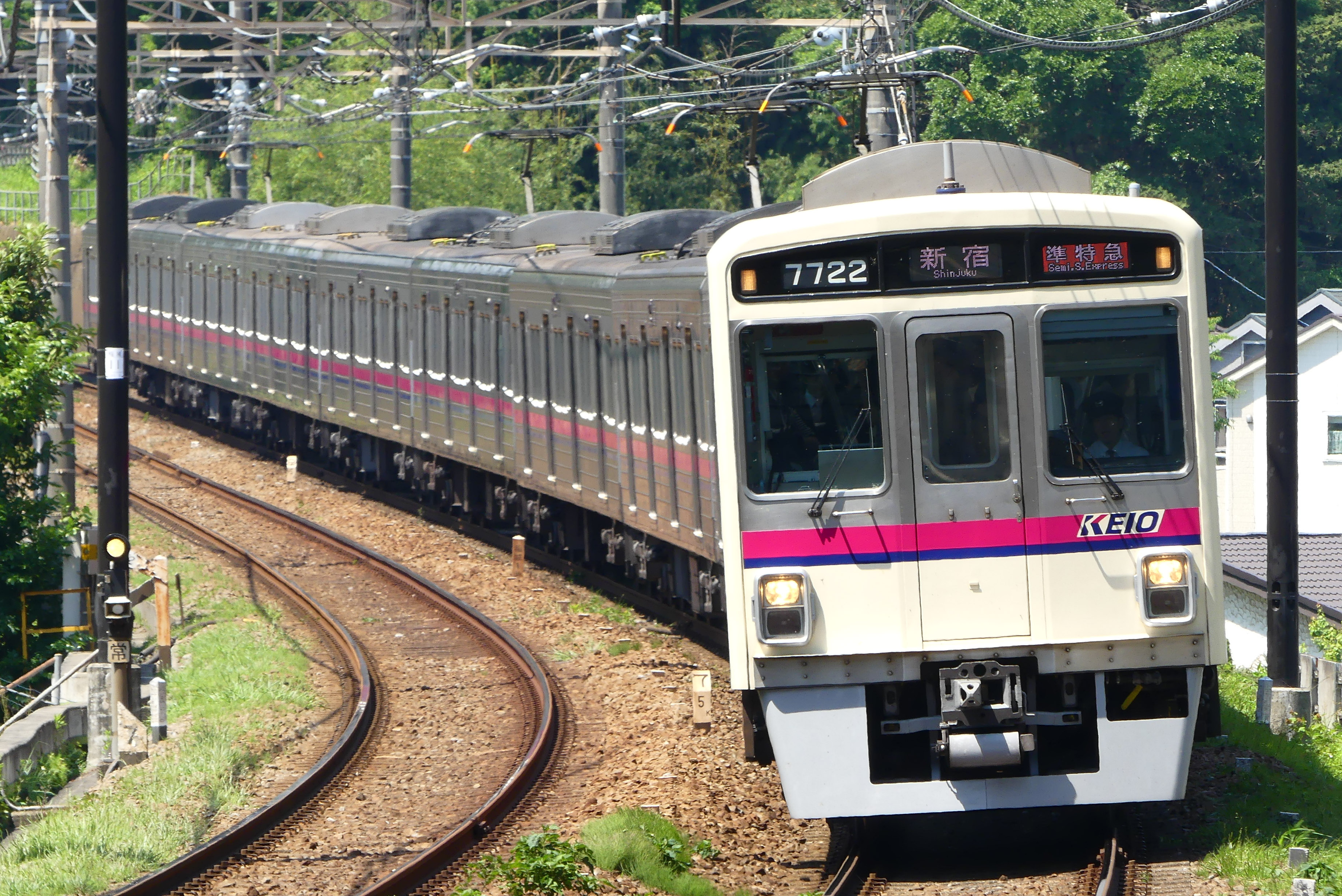
7000계
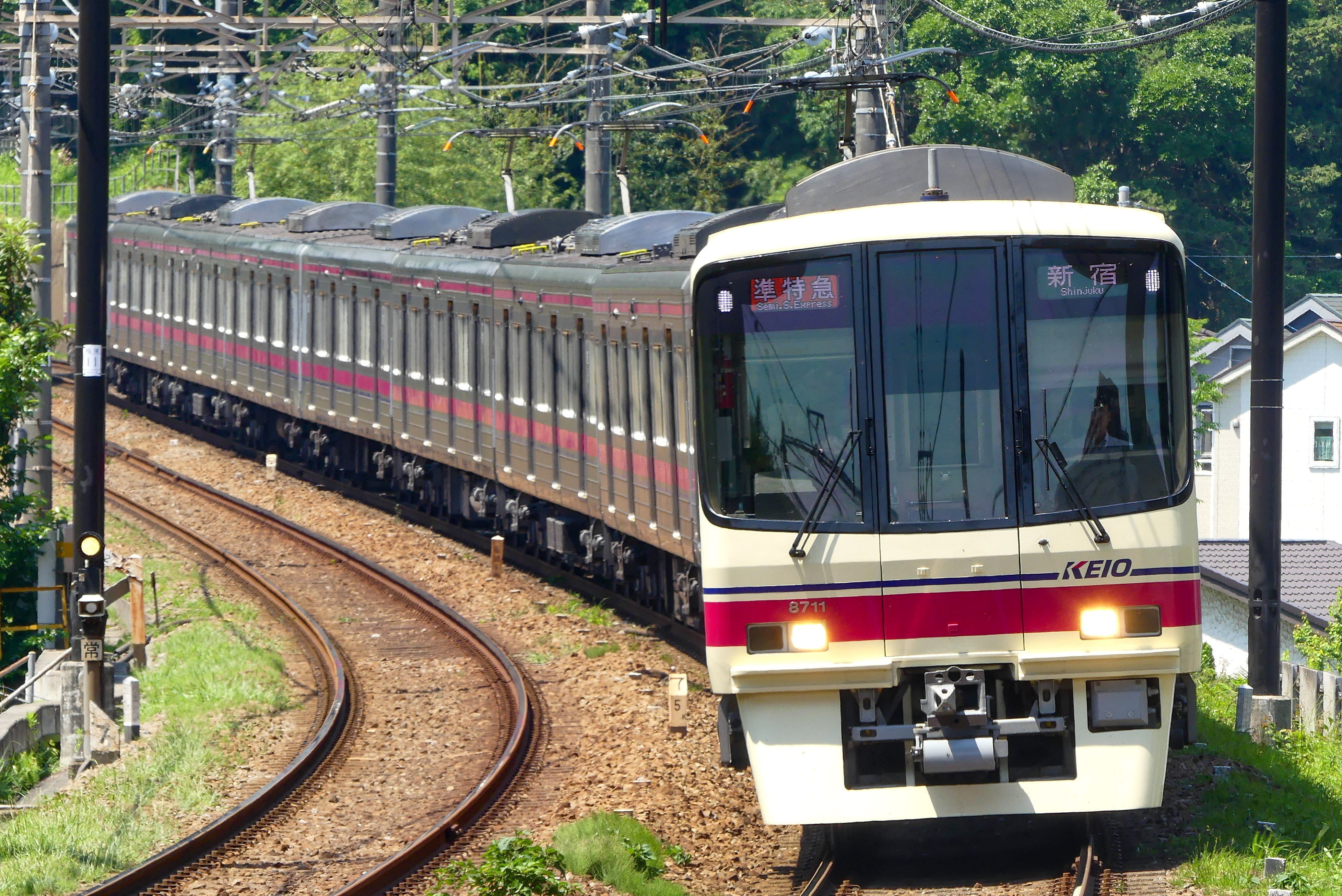
8000계
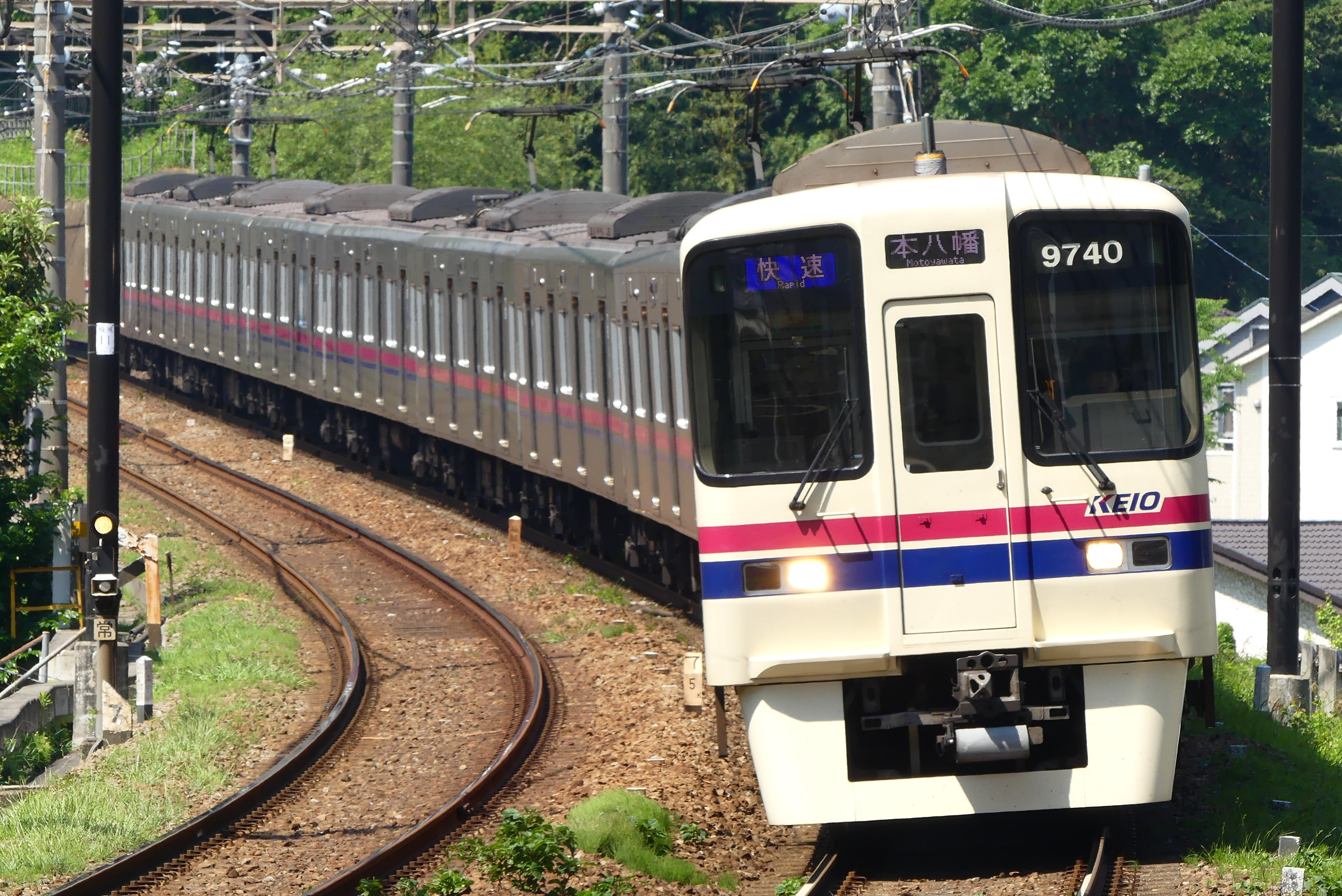
9000계
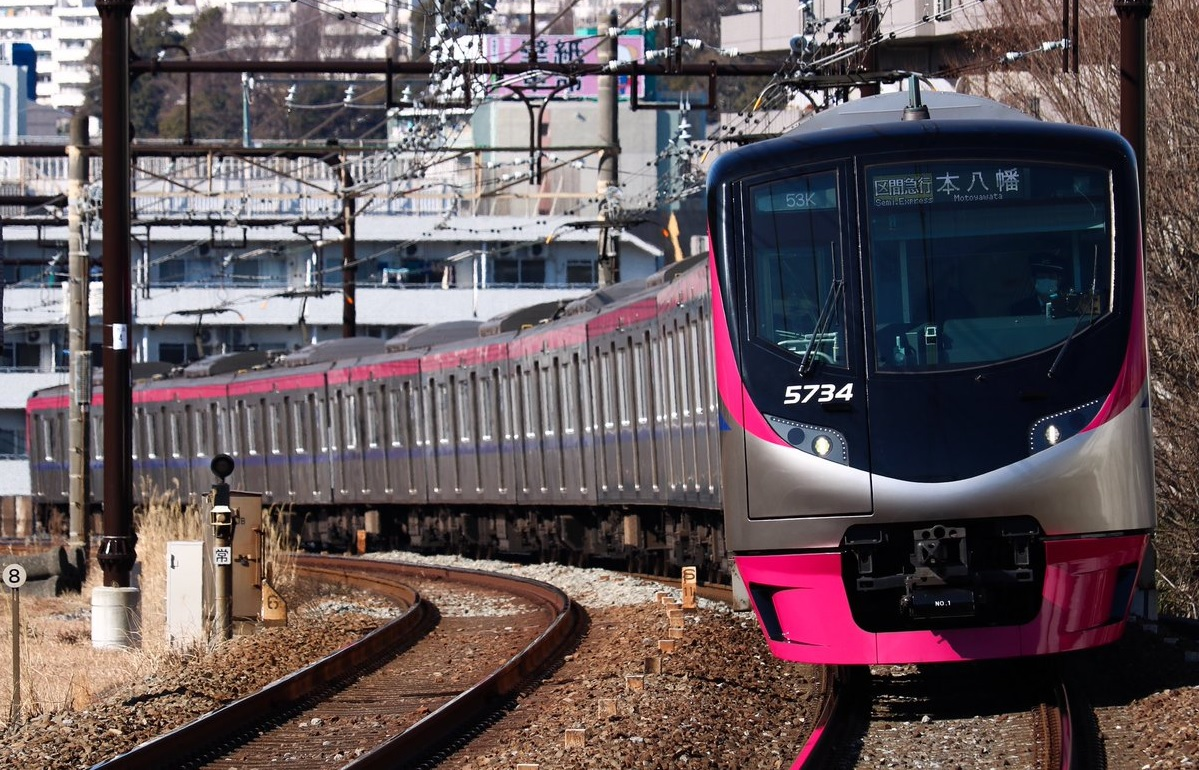
5000계

## 운임
어른의 보통 여객 운임은 다음과 같다. (어린이는 반값, 10엔 미만은 올림, 2004년 12월 1일 기준)
| 거리(km)         | 운임(엔) |
| 첫 승차부터 4 km | 120      |
| 5~6              | 130      |
| 7~9              | 150      |
| 10~12            | 170      |
| 13~15            | 190      |
| 16~19            | 230      |
| 20~24            | 270      |
| 25~30            | 310      |
| 31~36            | 330      |
| 37~43            | 350      |
| 44~48            | 370      |

사가미하라 선 게이오 다마가와 ~ 하시모토 사이의 구간을 이용하는 경우(다른 구간과 겹치는 경우도 포함해서)에는 해당 구간의 승차 거리에 따라 다음의 가산요금이 있음.
| 거리(km) | 운임(엔) |
| 1~8      | 10       |
| 9~13     | 20       |
| 14~16    | 40       |
| 17~19    | 60       |
| 20~22    | 80       |